# Conus garciai
Espèce
Statut de conservation UICN

 LC  : Préoccupation mineure
Conus garciai est une espèce de mollusques gastéropodes marins de la famille des Conidae.
Comme toutes les espèces du genre Conus, ces escargots sont prédateurs et venimeux. Ils sont capables de « piquer » les humains et doivent donc être manipulés avec précaution, voire pas du tout.

## Distribution
Cette espèce est présente dans la mer des Caraïbes au large de Belize, Honduras et Panama.

### Niveau de risque d’extinction de l’espèce
Selon l'analyse de l'UICN réalisée en 2011 pour la définition du niveau de risque d'extinction, cette espèce a une distribution dans les Caraïbes occidentales, enregistrée au Nicaragua (Cabo Gracias a Dios), au Honduras (Barra Patuca, Barra de Caratasca) et au Panama (Portobelo), bien qu'il soit probable qu'elle s'étende en dehors de ces endroits spécifiques et qu'on la trouve aussi dans les eaux du Costa Rica. Il n'y a pas de menaces connues. Cette espèce est classée dans la catégorie "préoccupation mineure".

## Taxonomie

### Publication originale
L'espèce Conus garciai a été décrite pour la première fois en 1982 par le malacologiste américain António José da Motta (d) (1913-2003) dans la publication intitulée « Publicações Ocasionais da Sociedade Portuguesa de Malacologia »,.

### Synonymes
- Conus (Dauciconus) garciai da Motta, 1982 · appellation alternative
- Gradiconus garciai (da Motta, 1982) · non accepté

## Identifiants taxonomiques
Chaque taxon catalogué par les bases de données biologiques et taxonomiques possède un identifiant qui permet d'établir un point de référence. Les identifiants de Conus garciai dans les principales bases sont les suivants :
CoL : XXG8 - GBIF : 6511389 - iNaturalist : 431985 - IRMNG : 11836212 - TAXREF : 141192 - UICN : 192628 - WoRMS : 428133